# إليزابيت مارتينيز
إليزابيت مارتينيز (بالإسبانية: Elisabet Martínez)‏ هي لاعبة الرغبي ‏ إسبانية، ولدت في 13 يونيو 1988 في مانليو في إسبانيا.

## وصلات خارجية
- إليزابيت مارتينيز على موقع أوليمبيديا (الإنجليزية)